# Lifvets Hjelp
Lifvets Hjelp är en uppsats av Carl Jonas Love Almqvist. Den ingår i band II av den så kallade imperialoktavupplagan av Törnrosens bok, vilket utkom 1849. Texten är sammansatt av tre kortare stycken: ”De två grunderna”, ”Ord av Kristus” (ett kompilat av bibelställen) samt ”Arbetets ära”. Den sistnämnda hade innan den inlemmades i Törnrosens bok redan blivit utgiven separat, som en så kallad folkskrift.